# Antônio Malan
Antônio Malan SDB (* 16. Dezember 1862 in San Pietro di Cuneo, Cuneo; † 28. Oktober 1931 in São Paulo) war ein italienischer Ordensgeistlicher, Missionar und römisch-katholischer Bischof von Petrolina in Brasilien.

## Leben
Am 29. Oktober 1882 wurde seine Berufung zum Ordensleben bei den Salesianern Don Boscos in einem persönlichen Gespräch mit Don Bosco geklärt. Er war von Paris zum Militärdienst nach Italien zurückgekehrt. Er besuchte die Messe in der Maria-Hilf-Basilika, der an diesem Tag Don Bosco selbst vorstand. Im Anschluss daran fand dann dieses Gespräch statt, und wenige Wochen später trat Malan ins Noviziat der Salesianer in Sainte Marguerite bei Marseille ein. Nach der ersten Profess arbeitete er zunächst einige Jahre in französischen Niederlassungen und studierte Philosophie und Theologie, bis er 1889 mit einer salesianischen Mission nach Uruguay aufbrach. Dort empfing er am 25. Oktober 1889 in Montevideo durch den Salesianerbischof Giovanni Cagliero die Priesterweihe. Dort blieb er bis 1894 an der Seite des Mitbruders Luigi Giuseppe Lasagna. Am Ende dieses Jahres wurde er mit Don Balzola und Don Solari für ein Evangelisierungsprojekt unter den Indios des Mato Grosso ausgewählt und ging deshalb nach Cuiabá. Als im November 1895 Lasagna bei einem Eisenbahnunglück ums Leben kam, wollte Malan dessen Arbeit fortsetzen. Er gründete in wenigen Jahren verschiedene Missionen unter den Bororo-Coroado. Bis 1906 absolvierte er 14 große Expeditionen, darunter eine viermonatige Missionsreise über 2500 Kilometer (davon 500 zu Pferd, 700 im Kanu) vom 28. August 1901 an in die Wälder im Osten von Cuiabá.
Am 25. Mai 1914 wurde er zum Prälaten von Registro do Araguaya in Brasilien und zum Titularbischof von Amisus ernannt. Die Bischofsweihe erfolgte am 26. Juli desselben Jahres in São Paulo durch den Apostolischen Nuntius in Brasilien, Erzbischof Giuseppe Aversa; Mitkonsekratoren waren der Bischof von Campinas, João Batista Corrêa Néri, und der Bischof von São Carlos do Pinhal, José Marcondes Homem de Melo.
Am 3. Januar 1924 wurde er zum ersten Bischof des neuerrichteten Bistums Petrolina ernannt. Dieses Amt hatte er bis zu seinem Tod inne. Er starb im Krankenhaus von São Paulo, in das er am 24. Oktober 1931 wegen einer akuten Nierenerkrankung eingeliefert worden war. Sein Leichnam wurde nach Petrolina überführt und in der dortigen Kathedrale beigesetzt.